# Zerene cesonia
Zerene cesonia es una especie de mariposa, de la familia de las piérides, que fue descrita originalmente con el nombre de Papilio cesonia, por Stoll, en 1790, a partir de ejemplares procedentes de Georgia en los Estados Unidos de América.

## Distribución
Zerene cesonia está distribuida entre las regiones Neotropical y Neártica y ha sido reportada en al menos 17 países.
En Norteamérica es residente de California, Texas y Florida, con migraciones regulares en los dos tercios de Estados Unidos. En algunas ocasiones llega hasta Canadá central y los Grandes Lagos.

## Plantas hospederas
Las larvas de Z. cesonia se alimentan de plantas de la familia Fabaceae. Entre las plantas hospederas reportadas se encuentran Amorpha californica, Amorpha canescens, Amorpha fruticosa, Dalea frutescens, Dalea leporina, Dalea pogonathera, Dalea purpurea, Medicago sativa, Dalea carthagenensis y especies no identificadas de los géneros Glycine y Trifolium.